# ویچ (کنتاکی)
ویچ، کنتاکی (به انگلیسی: Veech, Kentucky) یک منطقهٔ مسکونی در ایالات متحده آمریکا است که در شهرستان شلبی، کنتاکی واقع شده‌است.

## خصوصیات
ویچ ۲۱۳٫۰۶ متر بالاتر از سطح دریا واقع شده‌است.